# (31565) 1999 FO9
1999 FO9 (asteroide 31565) é um asteroide da cintura principal. Possui uma excentricidade de 0.18741690 e uma inclinação de 5.06225º.
Este asteroide foi descoberto no dia 22 de março de 1999 por LONEOS em Anderson Mesa.